# 有線重點新聞台

重點新聞台台徽畫面（2005年-2013年5月）

有線重點新聞台（i-CABLE Top News Channel），是香港有線電視的其中一個新聞資訊頻道，亦是香港首個二十四小時播放重點新聞的頻道，於2002年以試播形式啟播。
重點新聞台二十四小時播放從有線新聞台精選出八分鐘的新聞內容，每小時在新聞台零分的報道開始後始作出更新，並每十分鐘不斷重播，直至下一小時作出更新為止。每十分鐘的內容包括約八分鐘的新聞報道連體育新聞及約兩分鐘的廣告或廣告雜誌，每小時共六節，期間不會插播其他節目。
當有重大新聞，如2005年12月17日世貿會議場外發生大型示威衝突時，當時的新聞二台暫停播放其他新聞期間，重點新聞台繼續播放其他新聞，成為觀眾得知其他新聞的途徑。
有線曾經在網上開放重點新聞台的直播訊號畫面，當時所有人士（包括用戶及非用戶）均可以免費收看。有關措施於2010年1月取消。
2017年5月2日早上6時起，因應奇妙77台將於5月14日啟播7/277頻道啟播，由7/207頻道改為5/205頻道。
2018年3月8日早上6時起，因應衛視卡式台於205頻道啟播，本頻道於205頻道停播，但5頻道則不受影響。
2018年3月13日早上6時，因應有線電視台號重組，由第5頻道改為第110頻道。
2018年5月8日早上6時，因應有線直播新聞台（高清）將於5月24日啟播110頻道啟播，由第110頻道改為第107頻道。
2019年8月1日早上6時，本頻道於107頻道正式停播。

## 資訊列

重點新聞台資訊列

重點新聞台與新聞台上下方的資訊列略有不同。重點新聞台的畫面比新聞台往右上方縮小，螢幕左方及下方多出的空間便作為該台的資訊列。螢幕左方顯示天氣資訊，包括氣溫、濕度及警告訊號，而下方則有新聞簡訊、即時主要財經指數顯示，更是自開台到停播從未變改。

## 外部連結
- 香港有線電視 （页面存档备份，存于）
- 有線新聞 Archive.today的存檔，存档日期2012-12-05
- 新聞有線人